# Ел Еспехо, Ес-Асијенда де Еспехо (Апасео ел Алто)
Ел Еспехо, Ес-Асијенда де Еспехо (шп. El Espejo, Ex-Hacienda de Espejo) насеље је у Мексику у савезној држави Гванахуато у општини Апасео ел Алто. Насеље се налази на надморској висини од 1936 м.

## Становништво
Према подацима из 2010. године у насељу је живело 1247 становника.

### Хронологија
| Година       | 2000             | 2005             | 2010             |
| ------------ | ---------------- | ---------------- | ---------------- |
| Становништво | 1283 (629 / 654) | 1105 (516 / 589) | 1247 (589 / 658) |

### Попис
| \| \| м \| \| \| ж \| \| 0—2 \| 35 \| \| \| 42 \| \| 3—5 \| 36 \| \| \| 53 \| \| 6—11 \| 96 \| \| \| 88 \| \| 12—14 \| 41 \| \| \| 33 \| \| 15—17 \| 37 \| \| \| 37 \| \| 18—24 \| 80 \| \| \| 107 \| \| 60+ \| 54 \| \| \| 62 \| \| Просек : \| 26,9 \| \| \| 27,2 \| |      |  |  |      |
| |      |  |  |      |
| | м    |  |  | ж    |
| 0—2 | 35   |  |  | 42   |
| 3—5 | 36   |  |  | 53   |
| 6—11 | 96   |  |  | 88   |
| 12—14 | 41   |  |  | 33   |
| 15—17 | 37   |  |  | 37   |
| 18—24 | 80   |  |  | 107  |
| 60+ | 54   |  |  | 62   |
| Просек : | 26,9 |  |  | 27,2 |

| #   | Индикатор                                                                                        | Вредност |
| --- | ------------------------------------------------------------------------------------------------ | -------- |
| 1   | Становништво од 0 до 2 године                                                                    | 77       |
| 2   | Мушко становништво од 0 до 2 године                                                              | 35       |
| 3   | Женско становништво од 0 до 2 године                                                             | 42       |
| 4   | Становништво са 3 и више година                                                                  | 1167     |
| 5   | Мушко становништво са 3 и више година                                                            | 552      |
| 6   | Женско становништво са 3 и више година                                                           | 615      |
| 7   | Становништво са 5 и више година                                                                  | 1112     |
| 8   | Мушко становништво са 5 и више година                                                            | 524      |
| 9   | Женско становништво са 5 и више година                                                           | 588      |
| 10  | Становништво са 12 и више година                                                                 | 894      |
| 11  | Мушко становништво са 12 и више година                                                           | 420      |
| 12  | Женско становништво са 12 и више година                                                          | 474      |
| 13  | Становништво са 15 и више година                                                                 | 820      |
| 14  | Мушко становништво са 15 и више година                                                           | 379      |
| 15  | Женско становништво са 15 и више година                                                          | 441      |
| 16  | Становништво са 18 и више година                                                                 | 746      |
| 17  | Мушко становништво са 18 и више година                                                           | 342      |
| 18  | Женско становништво са 18 и више година                                                          | 404      |
| 19  | Становништво од 3 до 5 година                                                                    | 89       |
| 20  | Мушко становништво од 3 до 5 година                                                              | 36       |
| 21  | Женско становништво од 3 до 5 година                                                             | 53       |
| 22  | Становништво од 6 до 11 година                                                                   | 184      |
| 23  | Мушко становништво од 6 до 11 година                                                             | 96       |
| 24  | Женско становништво од 6 до 11 година                                                            | 88       |
| 25  | Становништво од 8 до 14 година                                                                   | 207      |
| 26  | Мушко становништво од 8 до 14 година                                                             | 112      |
| 27  | Женско становништво од 8 до 14 година                                                            | 95       |
| 28  | Становништво од 12 до 14 година                                                                  | 74       |
| 29  | Мушко становништво од 12 до 14 година                                                            | 41       |
| 30  | Женско становништво од 12 до 14 година                                                           | 33       |
| 31  | Становништво од 15 до 17 година                                                                  | 74       |
| 32  | Мушко становништво од 15 до 17 година                                                            | 37       |
| 33  | Женско становништво од 15 до 17 година                                                           | 37       |
| 34  | Становништво од 18 до 24 године                                                                  | 187      |
| 35  | Мушко становништво од 18 до 24 године                                                            | 80       |
| 36  | Женско становништво од 18 до 24 године                                                           | 107      |
| 37  | Женско становништво од 15 до 49 година                                                           | 338      |
| 38  | Становништво са 60 и више година                                                                 | 116      |
| 39  | Мушко становништво са 60 и више година                                                           | 54       |
| 40  | Женско становништво са 60 и више година                                                          | 62       |
| 41  | Однос између мушкараца и жена                                                                    | 89.51    |
| 42  | Становништво од нуле до 14 година                                                                | 424      |
| 43  | Становништво од 15 до 64 године                                                                  | 730      |
| 44  | Становништво од 65 година и више                                                                 | 90       |
| 45  | Просечан број деце                                                                               | 2.98     |
| 46  | Становништво рођено у ентитету                                                                   | 1113     |
| 47  | Мушко становништво рођено у ентитету                                                             | 520      |
| 48  | Женско становништво рођено у ентитету                                                            | 593      |
| 49  | Становништво рођено у другом ентитету                                                            | 123      |
| 50  | Мушко становништво рођено у другом ентитету                                                      | 62       |
| 51  | Женско становништво рођено у другом ентитету                                                     | 61       |
| 52  | Становништво од 5 година и више резидентно у ентитету у јуну 2005. године                        | 1081     |
| 53  | Мушко становништво старосног доба од 5 година и више, резидентно у ентитету у јуну 2005. године  | 502      |
| 54  | Женско становништво старосног доба од 5 и више година, резидентно у ентитету у јуну 2005. године | 579      |
| 55  | Становништво од 5 година и више које је живело у другом ентитету у јуну 2005. године             | 3        |
| 56  | Мушко становништво старије од 5 година које је живело у другом ентитету у јуну 2005. године      | 1        |
| 57  | Женско становништво старије од 5 година које је живело у другом ентитету у јуну 2005. године     | 2        |
| 58  | Становништво од 3 године и више које говори аутохтони језик                                      | 0        |
| 59  | Мушко становништво старо 3 године и више које говори аутохтони језик                             | 0        |
| 60  | Женско становништво старо 3 године и више које говори аутохтони језик                            | 0        |
| 61  | Становништво од 3 године и више које говори аутохтони језик и не говори шпански језик            | 0        |
| 62  | Мушко становништво старо 3 године и више које говори аутохтони језик и не говори шпански         | 0        |
| 63  | Женско становништво старо 3 године и више које говори аутохтони језик и не говори шпански језик  | 0        |
| 64  | Становништво старо 3 године и више које говори аутохтони језик и шпански                         | 0        |
| 65  | Мушко становништво старо 3 године и више које говори аутохтони језик и шпански                   | 0        |
| 66  | Женско становништво старо 3 године и више које говори аутохтони језик и шпански                  | 0        |
| 67  | Становништво од 5 година и више које говори аутохтони језик                                      | 0        |
| 68  | Становништво од 5 година и више које говори аутохтони језик и не говори шпански језик            | 0        |
| 69  | Становништво од 5 година и више које говори аутохтони језик и говори шпански језик               | 0        |
| 70  | Становништво у домородачким домаћинствима                                                        | 0        |
| 71  | Становништво са ограничењима у активностима                                                      | 38       |
| 72  | Становништво са ограниченим ходањем или кретањем, горе или доле                                  | 26       |
| 73  | Становници са ограничењима вида, чак и уз кориштење сочива                                       | 8        |
| 74  | Становништво са ограничењима говора, комуникације или конверзације                               | 4        |
| 75  | Становништво са ограниченим слухом                                                               | 6        |
| 76  | Становништво са ограничењима при одевању, купању или јелу                                        | 3        |
| 77  | Становништво са ограничењима у опажању или учењу једноставних ствари                             | 1        |
| 78  | Становништво са менталним ограничењима                                                           | 4        |
| 79  | Становништво без ограничења активности                                                           | 1204     |
| 80  | Становништво од 3 до 5 година које не похађа школу                                               | 57       |
| 81  | Мушко становништво од 3 до 5 година које не похађа школу                                         | 29       |
| 82  | Женско становништво од 3 до 5 година које не похађа школу                                        | 28       |
| 83  | Становништво од 6 до 11 година које не похађа школу                                              | 8        |
| 84  | Мушко становништво од 6 до 11 година које не похађа школу                                        | 5        |
| 85  | Женско становништво од 6 до 11 година које не похађа школу                                       | 3        |
| 86  | Становништво од 12 до 14 година које не похађа школу                                             | 8        |
| 87  | Мушко становништво од 12 до 14 година које не похађа школу                                       | 6        |
| 88  | Женско становништво од 12 до 14 година које не похађа школу                                      | 2        |
| 89  | Становништво од 15 до 17 година похађа школу                                                     | 28       |
| 90  | Мушко становништво од 15 до 17 година похађа школу                                               | 12       |
| 91  | Женско становништво између 15 и 17 година живота у школи                                         | 16       |
| 92  | Становништво од 18 до 24 године похађа школу                                                     | 8        |
| 93  | Мушко становништво од 18 до 24 године похађа школу                                               | 3        |
| 94  | Женско становништво од 18 до 24 године похађа школу                                              | 5        |
| 95  | Становништво од 8 до 14 година које не може да чита и пише                                       | 13       |
| 96  | Мушко становништво старосног доба од 8 до 14 година које не може да чита и пише                  | 9        |
| 97  | Женско становништво старосног доби од 8 до 14 година које не може да чита и пише                 | 4        |
| 98  | Становништво од 15 година и више које је неписмено                                               | 160      |
| 99  | Мушко становништво од 15 година и више које је неписмено                                         | 57       |
| 100 | Женско становништво од 15 година и више које је неписмено                                        | 103      |
| 101 | Становништво старо 15 и више година без школовања                                                | 151      |
| 102 | Мушко становништво старо 15 и више година без школовања                                          | 69       |
| 103 | Женско становништво старо 15 и више година без школовања                                         | 82       |
| 104 | Становништво старосног доба 15 и више година са непотпуним основним образовањем                  | 208      |
| 105 | Мушко становништво старосног доба од 15 година и више са непотпуном основним образовањем         | 103      |
| 106 | Женско становништво старосног доба 15 и више година са непотпуном основним образовањем           | 105      |
| 107 | Становништво старо 15 и више година са комплетним основним образовањем                           | 165      |
| 108 | Мушко становништво старо 15 година и више са комплетним основним образовањем                     | 61       |
| 109 | Женско становништво старо 15 и више година са комплетним основним образовањем                    | 104      |
| 110 | Становништво старосног доба 15 и више година са непотпуним средњим образовањем                   | 37       |
| 111 | Мушко становништво старосног доба од 15 година и више са непотпуним средњим образовањем          | 19       |
| 112 | Женско становништво старосног доба од 15 година и више са непотпуним средњим образовањем         | 18       |
| 113 | Становништво старо 15 и више година са пуним секундарном образовањем                             | 220      |
| 114 | Мушко становништво старосног доба од 15 година и више са пуним секундарном образовањем           | 107      |
| 115 | Женско становништво старосног доба од 15 година и више са пуним секундарном образовањем          | 113      |
| 116 | Становништво старије од 18 година са постосновним образовањем                                    | 34       |
| 117 | Мушко становништво старије од 18 година са постосновним образовањем                              | 19       |
| 118 | Женско становништво старије од 18 година са постосновним образовањем                             | 15       |
| 119 | Просечна оцена школовања                                                                         | 5.3      |
| 120 | Просечан ниво образовања мушке популације                                                        | 5.37     |
| 121 | Просечан ниво образовања женског становништва                                                    | 5.24     |
| 122 | Економски активно становништво                                                                   | 401      |
| 123 | Економски активна мушка популација                                                               | 333      |
| 124 | Економски активна женска популација                                                              | 68       |
| 125 | Становништво које није економски активно                                                         | 490      |
| 126 | Мушко становништво које није економски активно                                                   | 86       |
| 127 | Женско становништво које није економски активно                                                  | 404      |
| 128 | Запослено становништво                                                                           | 375      |
| 129 | Запослено мушко становништво                                                                     | 310      |
| 130 | Запослено женско становништво                                                                    | 65       |
| 131 | Незапослена популација                                                                           | 26       |
| 132 | Незапослена мушка популација                                                                     | 23       |
| 133 | Незапослена женска популација                                                                    | 3        |
| 134 | Становништво без права на здравствене услуге                                                     | 359      |
| 135 | Становништво које има право на здравствене услуге                                                | 883      |
| 136 | Становништво које има право на ИМСС                                                              | 116      |
| 137 | Становништво које има право на социјално осигурање                                               | 3        |
| 138 | Становништво које има право на државно социјално осигурање                                       | 0        |
| 139 | Становништво које има право на опште осигурање или здравствено осигурање за нову генерацију      | 780      |
| 140 | Становништво које је било једном или није било у браку током 12 година и више                    | 309      |
| 141 | Венчано или уједињено становништво од 12 година и више                                           | 521      |
| 142 | Становништво које је било у браку или уједињено 12 година и више                                 | 64       |
| 143 | Становништво са католичком религијом                                                             | 1233     |
| 144 | Протестанти, еванђелисти и библијски следбеници различити од еванђелиста                         | 0        |
| 145 | Становништво са другим религијама различитим од претходних                                       | 0        |
| 146 | Становништво без религије                                                                        | 8        |
| 147 | Укупно пописаних домаћинства                                                                     | 296      |
| 148 | Пописна домаћинства на челу са мушкарцима                                                        | 211      |
| 149 | Пописна домаћинства на челу са женама                                                            | 85       |
| 150 | Становништво у пописним домаћинствима                                                            | 1244     |
| 151 | Становништво у пописним домаћинствима на челу са мушкарцима                                      | 912      |
| 152 | Становништво у пописним домаћинствима на челу са женама                                          | 332      |
| 153 | Укупно домаћинстава                                                                              | 423      |
| 154 | Укупно насељених домаћинстава                                                                    | 297      |
| 155 | Укупно приватних кућа                                                                            | 422      |
| 156 | Насељени приватни домови                                                                         | 296      |
| 157 | Укупно насељених приватних кућа                                                                  | 297      |
| 158 | Ненасељене приватне куће                                                                         | 109      |
| 159 | Појединачна домаћинства за привремену употребу                                                   | 17       |
| 160 | Становници у насељеним приватним кућама                                                          | 1244     |
| 161 | Насељеност станара у приватним становима                                                         | 4.2      |
| 162 | Просечно становника по соби у приватним насељеним домаћинствима                                  | 1.51     |
| 163 | Појединачна домаћинства са подовима од различитих материјала од земље                            | 285      |
| 164 | Појединачна домаћинства у приземљу                                                               | 11       |
| 165 | Појединачна домаћинства са једном спаваћом собом                                                 | 141      |
| 166 | Појединачна домаћинства са две спаваће собе и више                                               | 155      |
| 167 | Појединачна домаћинства са једним собом                                                          | 33       |
| 168 | Појединачна домаћинства са две собе                                                              | 94       |
| 169 | Појединачна домаћинства са 3 собе и више                                                         | 169      |
| 170 | Појединачна домаћинства која имају електрично светло                                             | 290      |
| 171 | Појединачна домаћинства која немају електрично светло                                            | 6        |
| 172 | Појединачна домаћинства која имају водоводну воду у стамбеном простору                           | 281      |
| 173 | Појединачна домаћинства која немају водоводну воду у стамбеном простору                          | 15       |
| 174 | Појединачна домаћинства која имају тоалет                                                        | 242      |
| 175 | Појединачна домаћинства која имају канализацију                                                  | 240      |
| 176 | Појединачна домаћинства која немају канализацију                                                 | 56       |
| 177 | Појединачна домаћинства која имају електрично светло, довод воде из јавне мреже и канализацију   | 237      |
| 178 | Појединачна домаћинства без икаквих услова                                                       | 14       |
| 179 | Појединачна домаћинства која имају радио                                                         | 221      |
| 180 | Појединачна домаћинства која имају телевизор                                                     | 265      |
| 181 | Појединачна домаћинства која имају фрижидер                                                      | 206      |
| 182 | Појединачна домаћинства која имају машину за веш                                                 | 129      |
| 183 | Појединачна домаћинства која имају аутомобил или комби                                           | 81       |
| 184 | Појединачна домаћинства која имају рачунар                                                       | 8        |
| 185 | Појединачна домаћинства која имају фиксну телефонску линију                                      | 54       |
| 186 | Појединачна домаћинства која имају мобилни телефон                                               | 47       |
| 187 | Појединачна домаћинства која имају приступ интернету                                             | 0        |
| 188 | Величина локације                                                                                | 4        |